# منزل أبي (فلم)
منزل أبي (بالإنجليزية: Daddy's Home) هو فيلم كوميدي أمريكي صادر عام 2015 من إخراج شون أندرس، وتأليف كل من برايان بيرنس، أندريس، وجون موريس. وبطولة كل من: ويل فيرل، مارك والبيرغ وليندا كاردليني.

## القصة
تدور أحداث الفيلم حول الرجل المطلق براد (ويل فاريل) الذي يكتشف اتجاه زوجته السابقة إلى الزواج مرة أخرى من رجل آخر يدعى دوستي (مارك ويلبرج)، والذي يعتبر أفضل منه في أشياء كثيرة، ويحقق أحلام أطفاله في أيام قليلة، فيقرر العودة إلى حياة زوجته من جديد والتدخل في قرارها من أجل إفشال الزواج وتدمير حياتها والتودد من أطفاله.

## الاستقبال النقدي
تلقى الفيلم مراجعات سلبية من النقاد، حيث حصل على 31% على موقع الطماطم الفاسدة بناء على 98 مراجعة فيما حصل على متوسط 42% على موقع ميتاكريتيك بناء على 30 تعليقا، مع تقييم 7\10

## الميزانية والإيرادات
بلغت ميزانية الفيلم حوالي 50 مليون دولار، فيما وصلت إيراداته إلى 239,413,154$ 

## طاقم العمل
- ويل فاريل (براد)
- مارك ويلبرج (دوستي)
- توماس هادن شيرش (ليو)
- ليندا كارديليني (سارة)
- كريستوفر هيسكي (موظف الكابية رقم 1)
- بول شير (ذا ويب)
- كيري كاهيل (الأم الغاضبة)
- أليساندرا أمبروزيو (كارين)[10]

## وصلات خارجية
- منزل أبي على موقع IMDb (الإنجليزية)
- منزل أبي على موقع ميتاكريتيك (الإنجليزية)
- منزل أبي على موقع روتن توميتوز (الإنجليزية)
- منزل أبي على موقع نتفليكس (الإنجليزية)
- منزل أبي على موقع قاعدة بيانات الأفلام العربية
- منزل أبي على موقع ألو سيني (الفرنسية)
- منزل أبي على موقع أول موفي (الإنجليزية)
- منزل أبي على موقع بوكس أوفيس موجو (الإنجليزية)
- منزل أبي على موقع فيلمافينيتي (الإسبانية)
- منزل أبي على موقع قاعدة بيانات الأفلام السويدية (السويدية)